# Кошман, Николай Павлович
Ко́шман, Никола́й Па́влович (род. 5 апреля 1944) — государственный деятель РФ, генерал-полковник. 
Президент Ассоциации строителей России (с июля 2005), сопредседатель Рабочей группы по строительству Круглого стола промышленников «Россия-Евросоюз», член Правления Российского союза промышленников и предпринимателей.

## Биография
Родился 5 апреля 1944 года в селе Мироновка Новогеоргиевского района Кировоградской области Украинской ССР.
В 1962 окончил Днепропетровский автодорожный техникум, в 1966 — Дальневосточное военное автомобильное училище в г. Уссурийске с отличием, в 1973 — Военную академию тыла и транспорта по специальности «Строительство и восстановление железных дорог»
В Вооружённых Силах занимался строительством железных дорог, мостов, жилья, объектов социального назначения и других инженерных сооружений в Сибири, Казахстане, на Дальнем Востоке, в Центральной России.
Участвовал в ликвидации последствий аварии на Чернобыльской АЭС, развитии транспортных артерий Байконура.
- 1991—30.09.1992 — заместитель начальника железнодорожных войск Главного управления железнодорожных войск при Министерстве архитектуры, строительства и жилищно-коммунального хозяйства Российской Федерации.
- 01.10.1992—1995 — заместитель начальника железнодорожных войск Федерального управления железнодорожных войск при Министерстве путей сообщения Российской Федерации.
- 1995—1996 — заместитель директора Федеральной службы железнодорожных войск Российской Федерации, заместитель командующего Железнодорожными войсками Российской Федерации по вооружению.
- 1996 — советник полномочного представителя Президента Российской Федерации в Чеченской Республике Олега Лобова.
- апрель — ноябрь 1996 — председатель правительства Чеченской Республики.
- апрель — июнь 1997 — заместитель Министра путей сообщения Российской Федерации.
- июль 1997 — май 1998 — руководитель Федеральной службы специального строительства России (Росспецстроя).
- апрель 1999 — статс-секретарь — 1-й заместитель Министра путей сообщения Российской Федерации.
- октябрь 1999 — июнь 2000 — заместитель председателя Правительства Российской Федерации (до мая 2000)[источник не указан 2390 дней] — полномочный представитель Правительства Российской Федерации в Чеченской Республике[1][2][3].
- С января 2000 — в Президиуме Правительства Российской Федерации.
- октябрь 2002 — апрель 2004 — председатель Федерального агентства по строительству и жилищно-коммунальному хозяйству (Госстроя России).
- C 2005 года — президент Ассоциации строителей России.

Женат, имеет двух сыновей.

## Награды
- орден Красной Звезды
- орден «За службу Родине в Вооружённых Силах» 3-й степени
- орден «За военные заслуги»
- Заслуженный строитель
- Почётный транспортный строитель
- Почётный железнодорожник
- Почётный строитель Байконура.
- Почётные грамоты Правительства РФ (5 апреля 2004, 8 апреля 2009)
- Благодарность Президента Российской Федерации (4 июля 2003) — за активное участие в подготовке и проведении референдума в Чеченской Республике